# Sima Xiangru

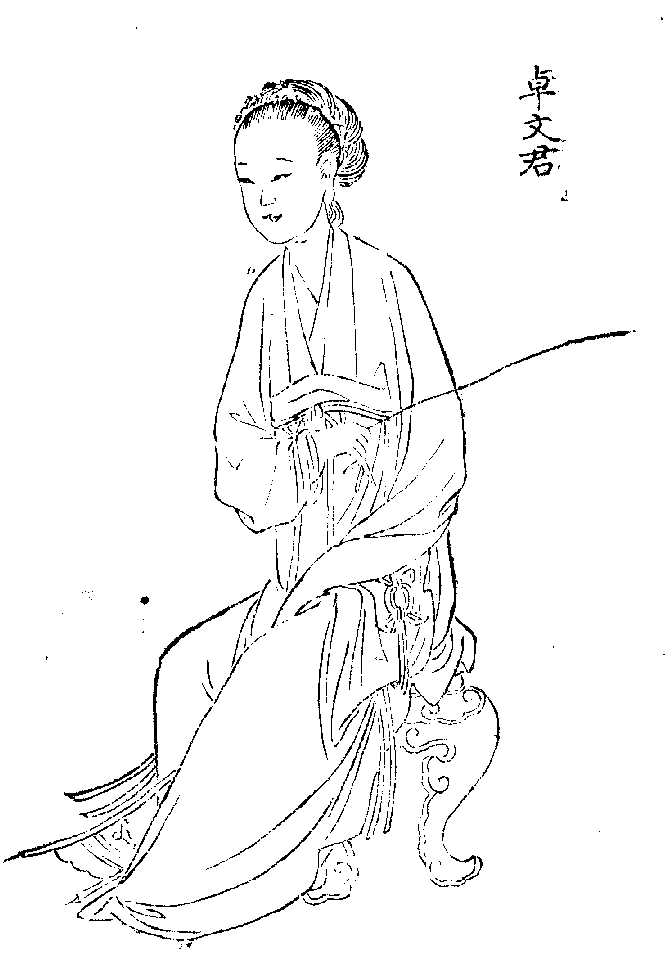
La esposa de Sima en Sichuan, Zhuo Wenjun, su "amor a primera vista" (como se imagina en una ilustración del)

司馬相如 Sima Xiangru (179 a. C. - 117 a. C.), político y escritor chino. Era un funcionario de bajo rango durante la dinastía Han, aunque es más conocido por su habilidad para la poesía, jiu, y por su controvertido matrimonio con la viuda Zhuo Wenjun con quien se fuga.
Tocaba el guqin y se le conoce sobre todo por seducir a Zhuo Wenjun interpretando música en casa de su padre. Huyeron y el padre de ella acabó por darles dinero. Esta trama es relatada por Sima Qian en sus Memorias históricas.
Entre sus obras poéticas caben destacarse: Maestro vacío 子虛賦, Parque imperial 上林賦, Hermosa mujer 美人賦. Una de sus más famosas obras es Chang Men Fu (literalmente "Oda de la Puerta Grande") realizada como encargo de la Emperatriz y escrita en estilo fu, prosa rimada, el más apreciado durante la dinastía Han y del que es el maestro indiscutible.